# Otidiphaps nobilis aruensis
Otidiphaps nobilis aruensis is een kwetsbare ondersoort van de fazantduif (O. nobilis), een vogel uit de familie Columbidae (duiven). Deze ondersoort werd in 1928 door Lionel Walter Rothschild geldig als ondersoort beschreven. Door BirdLife International wordt deze ondersoort als soort beschouwd. Het is een kwetsbare, endemische duif van de Aru-eilanden (Indonesië).

## Kenmerken
De vogel is 43 tot 48 cm lang. De kop, borst, buik, stuit en onderrug zijn zwart met een paarse glans. De mantel en vleugels zijn kastanjebruin. De staart is zwart. Deze ondersoort heeft een zilverwitte vlek achter op de nek.

## Verspreiding en leefgebied
Deze ondersoort komt voor op de Aroe-eilanden ten zuidwesten van Nieuw-Guinea. Het leefgebied bestaat uit primair regenwoud.

## Status
Deze fazantduif ondersoort heeft een beperkt verspreidingsgebied en daardoor is de kans op uitsterven aanwezig. De grootte van de populatie werd in 2016 door BirdLife International geschat op 2.500 tot 10.000 volwassen individuen en de populatie-aantallen nemen af door habitatverlies. Het leefgebied wordt aangetast door  ontbossing waarbij natuurlijk bos wordt omgezet in gebied voor agrarisch gebruik zoals de teelt van suikerriet en oliepalmen. Om deze redenen staat deze soort als kwetsbaar op de Rode Lijst van de IUCN.